# Dipartimento di Tiassalé
Il dipartimento di Tiassalé è un dipartimento della Costa d'Avorio situato nella regione di Agnéby-Tiassa, distretto di Lagunes.
Nel censimento del 2014 è stata rilevata una popolazione di 179.882 abitanti. 
Il dipartimento è suddiviso nelle sottoprefetture di Gbolouville, Morokro, N'Douci e Tiassalé.